# 瘤節蜱
瘤節蜱（学名：Aceria sylvestrae）为節蜱科瘤節蜱屬下的一个种。